# Las Młociński
Las Młociński, także Las Nowa Warszawa – las miejski wchodzący w skład Obwodu Bielany-Młociny lasów miejskich Warszawy, zlokalizowany w północnej części miasta, w dzielnicy Bielany. Od północy graniczy z gminą Łomianki.

## Opis
Granice lasu wyznaczają: od północy granica m.st. Warszawy (granica gminy Łomianki), ul. Pułkowa od wschodu, ul. Kazimierza Wóycickiego i Dziekanowska od południa i ul. Estrady od zachodu.
Las Młociński ma powierzchnię 138,83 ha. Leży w otulinie Kampinoskiego Parku Narodowego i jest częścią korytarza ekologicznego łączącego dolinę środkowej Wisły z Puszczą Kampinoską. Znajdują się tu także ślady walk z roku 1939 i 1944, a od południowego zachodu do kompleksu tego przylega cmentarz Komunalny Północny w Warszawie.
Przez las przechodzi niebieski szlak turystyczny: Warszawa, ul. Conrada – Warszawa, Cmentarz Północny.
Po wschodniej stronie ulicy Pułkowej znajduje się inny kompleks leśny – Las Młociny zwany parkiem Młocińskim.
Przez jego obszar przebiega Kanał Młociński.